# Beverly Byron
Beverly Barton Butcher Byron (ur. 27 lipca 1932 w Baltimore, zm. 9 lutego 2025 we Frederick) – amerykańska polityk z Maryland związana z Partią Demokratyczną. W latach 1979–1993 była przedstawicielką szóstego okręgu wyborczego w stanie Maryland w Izbie Reprezentantów Stanów Zjednoczonych. Zastąpiła na tym stanowisku swojego zmarłego męża, Goodloe Byrona.